# FR 44 (torpediniera)
La FR 44 è stata una torpediniera della Regia Marina, ex unità francese. 

## Storia
Costruita tra il 1934 ed il 1938, la nave originariamente si chiamava La Bayonnaise ed apparteneva alla classe di torpediniere La Melpomène, caratterizzate da gravi problemi di stabilità e tenuta al mare.
Il 27 novembre 1942, in seguito all'occupazione tedesca dei territori della Francia di Vichy, la nave si autoaffondò a Tolone insieme al resto della flotta francese per evitare la cattura. 
Fu comunque giudicata riparabile e venne quindi recuperato il 28 aprile 1943. Incorporata nella Regia Marina come FR 44, la torpediniera venne sottoposta a Tolone a sommari lavori che avrebbero dovuto permetterle di essere rimorchiata in Italia e sottoposta ad ulteriori lavori di riparazione ed ammodernamento. 
Tuttavia l'armistizio sorprese l’FR 44 ancora a Tolone: impossibilitata a muovere, la nave cadde in mano alle truppe tedesche nel settembre 1943.
Incorporata nella Kriegsmarine come TA 13, la nave non entrò mai in servizio ed il 25 agosto 1944, prima della liberazione di Tolone da parte degli Alleati, si autoaffondò nel porto della città, in posizione 43°07' N e 5°56' E.